# Chandonanthus hirtellus
Chandonanthus hirtellus là một loài rêu trong họ Anastrophyllaceae. Loài này được F. Weber Mitt. mô tả khoa học đầu tiên năm 1887.